# Godel
Godel i Sverige AB (av företaget skrivet GodEl) är ett svenskt elhandelsbolag.
Godel ägs av den svenska stiftelsen GoodCause, som har till syfte att starta och driva bolag vars avkastning går till välgörande ändamål.
All el som Godel levererar är förnybar och märkt Bra Miljöval.

## Historia
GodEl grundades 2005 som det första företaget inom GoodCause. Det är GodEls kunder som bestämmer hur vinsten ska fördelas. Sedan starten har GodEl genererat totalt 92 miljoner kronor till sina välgörenhetspartners; Barncancerfonden, Hand in Hand, Läkare utan gränser, Naturskyddsföreningen, Rädda Barnen, SOS Barnbyar och Stockholms Stadsmission.
GodEls logotyp är designad av Lasse Åberg.
Logotypen uppdaterades sedan år 2016 av Most Studios.
I september 2018 stod det klart att GodEl blev ny elleverantör för elnätbolaget Ellevios anvisningskunder.

## Utmärkelser
- Sveriges mest hållbara elbolag: 2011, 2012, 2013, 2014, 2015, 2016, 2017, 2018, 2019 [5]

- Grönaste varumärket i elbranschen: 2010, 2011, 2012, 2013, 2014, 2015 [6]
- SKI, Sveriges nöjdaste privatkunder 2024